# Serra del Castell (Ribes de Freser)
La Serra del Castell és una serra situada al municipi de Ribes de Freser a la comarca del Ripollès, amb una elevació màxima de 1.479 metres.